# Hoofdkantoor van de Bataafsche Import Maatschappij
Het voormalig hoofdkantoor van de Bataafsche Import Maatschappij in Den Haag is gebouwd naar ontwerp van J.J.P. Oud nabij het voormalig landgoed Arendsdorp. Het is tussen 1938 en 1942 gebouwd en in 1946 voltooid. Opvallend is dat Oud hier traditionele vormen gebruikte, terwijl hij eerder nog een pionier was van De Stijl en het nieuwe bouwen. Aan de achterkant van het gebouw was oorspronkelijk een haakse vleugel gesitueerd eindigend in een cirkelvormige kantine. Dit gedeelte is in 1970 gesloopt en vervangen door een grotere uitbreiding. Het gebouw bestaat uit 6 lagen en 40 venster-assen en is symmetrisch.
De Bataafsche Import Maatschappij was het centrale verkoopkantoor voor Nederland van het oliebedrijf Koninklijke/Shell.
Door reorganisatie van het Shell-concern is dit bedrijf opgeheven.
Tegenwoordig is het gebouw een kantoor van de financiële dienstverlener Ernst & Young. Het gebouw, met uitzondering van de nieuwbouw uit 1970, heeft de status van rijksmonument.